# Musíme si pomáhat
Cet article concerne le film Jan Hřebejk. Pour le film de Jeff Burr, voir Divided We Fall.
Pour plus de détails, voir Fiche technique et Distribution.
Musíme si pomáhat est un film tchèque réalisé par Jan Hřebejk, sorti en 2000. Le film fut nommé à l'Oscar du meilleur film en langue étrangère.

## Fiche technique
- Titre : Musíme si pomáhat
- Titre québécois : On doit s'entraider
- Titre anglais : Divided We Fall
- Réalisation : Jan Hřebejk
- Scénario : Jan Hřebejk et Petr Jarchovský
- Production : Pavel Borovan et Ondrej Trojan
- Musique : Ales Brezina
- Pays d'origine : République tchèque
- Genre : Comédie dramatique et guerre
- Durée : 120 minutes
- Date de sortie :  2000

## Distribution
- Bolek Polívka : Josef Cízek
- Anna Šišková (en) : Marie Cizková
- Csongor Kassai : David Wiener
- Jaroslav Dusek : Horst Prohaska
- Martin Huba : Dr. Albrecht Kepke
- Jirí Pecha : Frantisek Simácek